# Pedro Quiñónez
Pedro Angel Quiñónez Rodríguez (ur. 4 marca 1986 w Esmeraldas) – ekwadorski piłkarz występujący na pozycji defensywnego pomocnika. Obecnie zawodnik drużyny Emelec.

## Kariera klubowa
Pedro Quiñónez jest wychowankiem zespołu CD El Nacional. W pierwszej drużynie występował od sezonu 2004. W latach 2005 i 2006 wywalczył z tym klubem mistrzostwo Ekwadoru. W 2008 trafił do zespołu Santos Laguna z Meksyku. Na sezon 2010 został wypożyczony do ekwadorskiego Emelec, gdzie pozostał także na kolejny rok.

### Sukcesy

#### CD El Nacional
- Zwycięstwo
  - Serie A: 2005, 2006

## Kariera reprezentacyjna
Pedro Quiñónez w reprezentacji Ekwadoru zadebiutował w 2007. Wtedy też został powołany na Copa América 2007, gdzie jego zespół zajął ostatnie miejsce w grupie. On zaś nie rozegrał na tym turnieju ani jednego meczu.

### Statystyki reprezentacyjne
| Reprezentacja | Rok  | Mecze | Gole |
| ------------- | ---- | ----- | ---- |
| Ekwador       | 2010 | 2     | 0    |
| Ekwador       | 2008 | 1     | 0    |
| Ekwador       | 2007 | 1     | 0    |

Ostatnia aktualizacja: 24 lutego 2011.